# World Vision Schweiz
World Vision Schweiz und Liechtenstein (WVSL) ist ein Kinderhilfswerk mit Schwerpunkten in den beiden Bereichen der Humanitären Hilfe, nämlich der Katastrophenhilfe und der Entwicklungszusammenarbeit.
Die Organisation wurde am 3. November 1982 gegründet und ist seit dem 18. Juni 2014 als Stiftung im Handelsregister eingetragen. Das Schweizer Kinderhilfswerk ist ein eigenständiger und unabhängiger Teil der internationalen „World Vision-Partnerschaft“ und hat seinen Sitz in Dübendorf.

## Ziele und Schwerpunkte
Ziel des Kinderhilfswerks ist die Hilfe zur Selbsthilfe. Im Mittelpunkt der Arbeit stehen die Kinder.
Dabei werden keine einzelnen Kinder herausgegriffen und bevorzugt, sondern in einer ganzen Region, in der 10.000 bis 100.000 Menschen leben, die am stärksten gefährdeten Kinder und ihre Familien gefördert.
Die regionalen Entwicklungsprojekte entstehen zusammen mit der lokalen Bevölkerung, sind langfristig angelegt und werden meist durch Patenschaften finanziert. Ziel ist es, Armut, Gewalt, Krankheit, Ausbeutung und Diskriminierung zu reduzieren und damit das Kindeswohl zu fördern. Die regionalen Entwicklungsprogramme beinhalten Projekte, die unterschiedliche Schwerpunkte abdecken (Einkommen, Gesundheit, Wasser & Umwelt usw.). Sie werden zusammen mit der Zielbevölkerung und den lokalen Akteuren entwickelt auf Grundlage gemeinsamer Erhebungen und zugänglicher Armutsindikatoren. Zudem fügen sie sich in die staatlichen Entwicklungspläne ein.
Neben Patenschaften bildet auch die Unterstützung durch öffentliche Institutionen ein wichtiges Standbein der Projektfinanzierung.
Dies ist insbesondere im Bereich der Not- und Katastrophenhilfe der Fall. Durch sein globales Netzwerk hat World Vision im Krisenfall oft schon eine Präsenz vor Ort und kann somit schnell und unkompliziert helfen. ohne dass erst eine Infrastruktur aufgebaut werden muss. Entsprechend den Humanitären Standards leistet WVSL mit Partnern Soforthilfe, unterstützt den Wiederaufbau und setzt Präventionsmassnahmen um.
World Vision ist grösster Implementierungspartner des Welternährungsprogramms der Vereinten Nationen (WFP).

## Struktur und Netzwerke
WVSL wird von einem ehrenamtlichen, sechsköpfigen Stiftungsrat geleitet, Präsidentin des Stiftungsrates ist Barbara Günthard-Maier.
Die Stiftung ist Teil von World Vision International und arbeitet unter anderen mit folgenden Verbänden, Netzwerken und Partnern zusammen (in alphabetischer Reihenfolge): Digital Switzerland, Interaction, KMU Swiss, KOFF, proFonds, RECI, Stiftung Schweiz, SWISS NGO DRR PLATFORM, SWISS WATER PARTNERSHIP, Transparency International.
In den Projekten arbeitet World Vision Schweiz ausserdem eng mit UN-Organisationen wie dem World Food Programme (WFP) oder anderen öffentlichen Institutionen zusammen.
98 % der Beschäftigten im Projektland sind lokale Mitarbeitende, die den Kontext am besten kennen. Die Landesstrategien werden zusammen mit lokalen Akteuren vor Ort designt, was die Lokalisierung erhöht und dazu beiträgt, die Wirksamkeit und Nachhaltigkeit der Entwicklungsmassnahmen zu verbessern.

## Finanzen
World Vision Schweiz und Liechtenstein ist im Handelsregister des Kantons Zürich eingetragen. Als Stiftung untersteht sie der Eidgenössischen Stiftungsaufsicht. Sie ist ISO 9001-zertifiziert. Von der Independent Development Experts Association (IDEAS) wurde World Vision Schweiz in einer unabhängigen Transparenz-Studie 2009–2011 mit dem ersten Platz honoriert und als Fazit hält die Studie fest: „Nach wie vor informativste und vollständigste Berichterstattung von allen.“ und trägt das Label Ehrenkodex.
Die Organisation finanzierte im Jahr 2023 in 14 Ländern insgesamt 30 langfristige Entwicklungsprojekte und leistete in den Krisenregionen der Welt Not- und Katastrophenhilfe. Das Spendenvolumen lag zuletzt (2024) bei 30,8 Mio. Schweizer Franken.
Die Organisation lässt seine Jahresrechnung von der BDO AG prüfen. Des Weiteren ist World Vision Schweiz Kollektivmitglied bei Transparency International Schweiz.

## Einzel- und Dauerspenden
World Vision Schweiz und Liechtenstein finanziert langfristige Projekte der Entwicklungszusammenarbeit sowohl durch Einzelspenden als auch Patenschaften.
Die Organisation ist zweifach durch die international anerkannte, unabhängige Schweizerische Vereinigung für Qualitäts- und Management-Systeme (SQS) ausgezeichnet (ISO 9001, NPO-Label) und trägt das Gütesiegel der Stiftung Ehrenkodex. Seit 2025 ist World Vision Schweiz und Liechtenstein Zewo zertifiziert.